# System płatności
System płatności – formalne porozumienie trzech lub większej liczby uczestników, nie wliczając w to banków rozrachunkowych, partnerów centralnych, izb rozliczeniowych ani uczestników pośrednich, cechujące się wspólnymi zasadami i jednolitymi uzgodnieniami służącymi realizacji poleceń przelewu pomiędzy uczestnikami.
Według ustawy z dn. 19 sierpnia 2011 r. o usługach płatniczych system płatności to system transferu środków pieniężnych oparty na formalnych i znormalizowanych regułach oraz wspólnych zasadach dotyczących przetwarzania, rozliczeń lub rozrachunku transakcji płatniczych.